# Distretto di Wiang Chai
Il distretto di Wiang Chai (in thailandese: อำเภอเวียงชัย) è un distretto (amphoe) della Thailandia, situato nella provincia di Chiang Rai.